# Schmalstede
Schmalstede est une municipalité allemande située dans le land du Schleswig-Holstein et dans l'arrondissement de Rendsburg-Eckernförde.

## Personnalités liées à la ville
- Hans Hingst (1895-1955), militaire né à Schmalstede